# South Haven (Kansas)
South Haven es una ciudad ubicada en el condado de Sumner en el estado estadounidense de Kansas. En el año 2010 tenía una población de 363 habitantes y una densidad poblacional de 172,86 personas por km².

## Geografía
South Haven se encuentra ubicada en las coordenadas 37°3′1″N 97°24′7″O / 37.05028, -97.40194 (37.050187, -97.401997).

## Demografía
Según la Oficina del Censo en 2000 los ingresos medios por hogar en la localidad eran de $31,932 y los ingresos medios por familia eran $37,917. Los hombres tenían unos ingresos medios de $26,111 frente a los $24,375 para las mujeres. La renta per cápita para la localidad era de $14,019. Alrededor del 9.9% de la población estaban por debajo del umbral de pobreza.